# Servant (Puy-de-Dôme)
Servant ist eine französische Gemeinde (commune) in der Region Auvergne-Rhône-Alpes (vor 2016 Auvergne) im Département Puy-de-Dôme. Die Gemeinde gehört zum Arrondissement Riom und zum Kanton Saint-Éloy-les-Mines (bis 2015 Menat).

## Lage und Einwohner
Servant liegt etwa 33 Kilometer nordnordwestlich von Riom. Umgeben wird Servant von den Nachbargemeinden Échassières im Norden, Nades im Osten und Nordosten, Chouvigny im Osten, Saint-Gal-sur-Sioule im Osten und Südosten, Pouzol im Süden und Südosten, Menat im Süden und Südwesten sowie Moureuille im Westen und Nordwesten. Die Gemeinde hat 559 Einwohner (Stand 1. Januar 2022). 

## Sehenswürdigkeiten

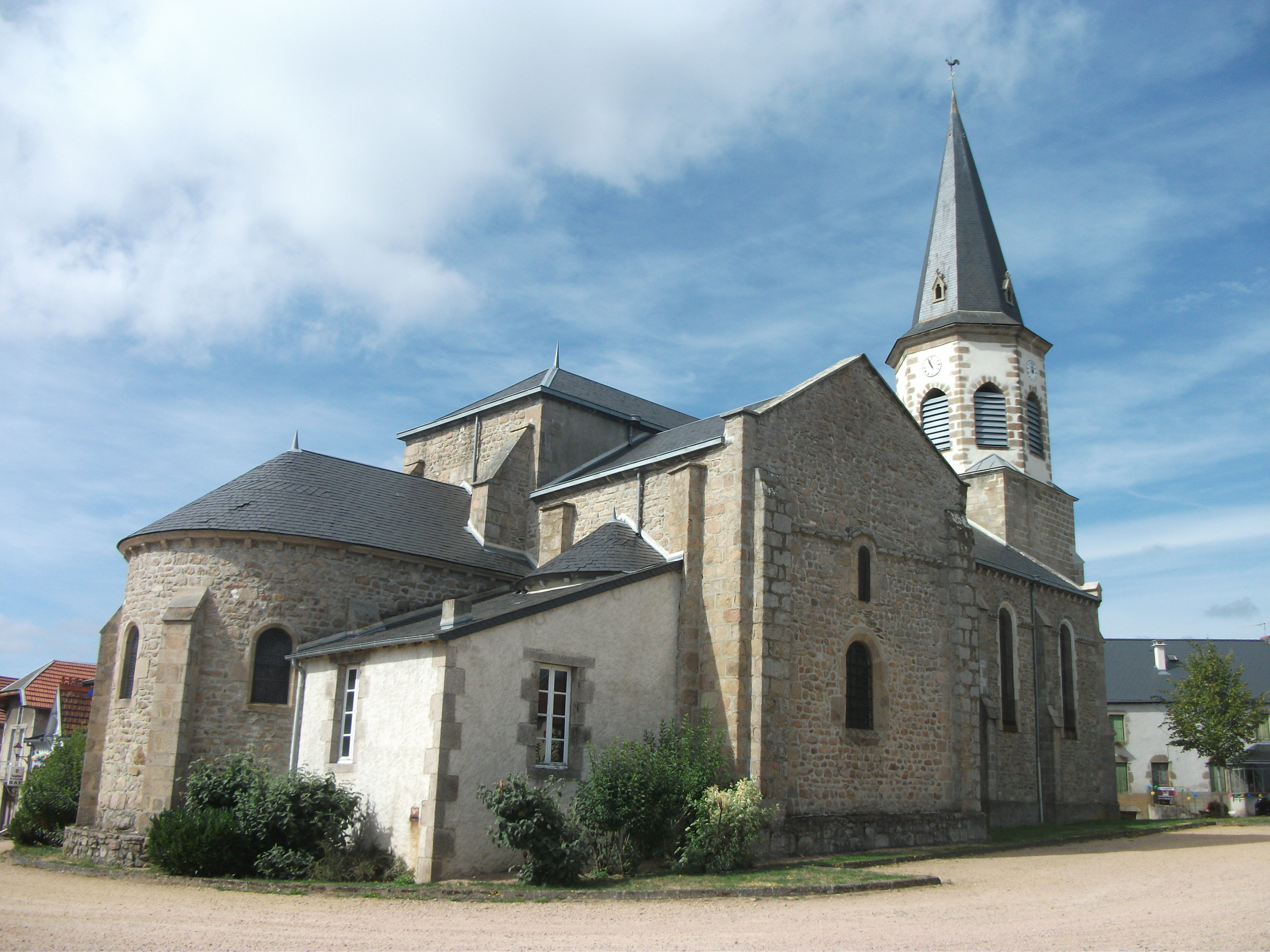
Kirche Sainte-Radegonde

- Kirche Sainte-Radegonde